# He Is Sailing
He Is Sailing is een lied van Jon & Vangelis. Het is de vijfde track van hun album Private Collection en tegelijkertijd het op een na langste lied. Het lied gaat over de mensen die wachten op de Verlosser en er ook het volste vertrouwen in hebben dat hij komt.
He Is Sailing werd in Nederland en Duitsland (en wellicht in andere landen) uitgegeven als single; daartoe werd het nummer ingekort tot 3:59. B-kant was Polonaise. Het verscheen niet in de Nederlandse Top 40 of Single Top 100. In het Verenigd Koninkrijk verscheen He Is Sailing in volle lengte op een maxisingle, B-kant daarvan was Song Is.

## Musici
- Jon Anderson – zang
- Vangelis – toetsinstrumenten